# Вулиця Глієра (Київ)
Ву́лиця Гліє́ра — зникла вулиця, що існувала в Ленінградському районі (нині — Святошинський) міста Києва, село Микільська Борщагівка. Пролягала від Тепличної вулиці.

## Історія
Вулиця виникла в 1-й половині XX століття, мала назву Шкільна. Назву вулиця Глієра отримала 1974 року, на честь композитора Рейнгольда Глієра. 
Ліквідована на початку 1980-х років.